# Revolução Gloriosa
Revolução Gloriosa foi uma série de eventos transcorridos entre 1688 e 1689, na Inglaterra, e que levaram à deposição do rei Jaime II, o qual foi substituído por sua filha Maria II e seu marido (também sobrinho de Jaime), Guilherme III de Orange — o governante de facto da República das Sete Províncias Unidas dos Países Baixos.
Tem sido descrita como a última invasão bem-sucedida à Inglaterra mas também como um golpe de estado interno.
A Inglaterra era um reino protestante que, desde 1685, tinha como monarca um rei católico, Jaime II, da dinastia Stuart, que adotara políticas favoráveis aos católicos, em detrimento dos protestantes e seus interesses. Mas Jaime II era percebido como uma ameaça não só pelos súditos não católicos ingleses como também pelos protestantes de toda a Europa.
Assim, a pretexto de combater a ameaça representada por Jaime II, foi arquitetada, por sete lordes ingleses (incluindo o bispo de Londres), uma invasão à Inglaterra, que seria liderada pelo protestante Guilherme III, principe de Orange, sobrinho e genro de Jaime II, e estatuder (em holandês: "stadhouder"), responsável pela condução da política e das atividades militares das Províncias Unidas.
A Revolução Gloriosa foi basicamente não violenta, por vezes chamada de "revolução sem sangue", comparável a um golpe de estado, e que teve como resultado, além da destituição de Jaime II do trono da Inglaterra, Escócia e Irlanda e a tomada do poder por Guilherme III de Orange e sua esposa Maria Stuart, filha de Jaime II, o fim do absolutismo monárquico britânico e o aumento do poder do parlamento, além de estabilidade política e econômica.

## Cronologia de eventos
- 6 de fevereiro de 1685 – Jaime II assume o trono da Inglaterra, Escócia e Irlanda.
- Maio de 1685 – Duque Jaime Scott dá início à Rebelião de Monmouth.
- Julho de 1685 – A Rebelião é derrotada; um julgamento em massa condena a maioria dos rebeldes à forca.
- Abril de 1687 – A Declaração de Indulgência é apresentada por Jaime, a qual dava liberdade de culto religioso para os protestantes e os católicos.
- 10 de Junho de 1688 – Jaime Francisco Eduardo Stuart nasceu, filho de Jaime II e a rainha consorte, Maria de Módena, retirando Guilherme de Orange como sucessor do trono.
- 10 de outubro de 1688 – Declaração de Motivos de Guilherme de Orange.
- Outubro de 1688 – Autores jacobitas imprimem textos panfletários desmistificando a Declaração.
- 24 de outubro de 1688 – Declaração Adicional de Guilherme de Orange, em respostas à contra-propaganda de Jaime II.
- 5 de novembro de 1688 – Guilherme de Orange aporta em Brixham, Torbay.
- 30 de novembro de 1688 – Proclamação pela convocação do Parlamento de Jaime II.
- 9 de dezembro de 1688 – Batalha de Reading, em Berkshire. As tropas de Guilherme de Orange saem vitoriosas. Maria de Módena e seu filho, Jaime, partem da Inglaterra rumo à França.
- 23 de dezembro de 1688 – Jaime II uniu-se à sua esposa e filho na França.
- 13 de fevereiro de 1689 – Maria e Guilherme de Orange são reconhecidos como Monarcas Conjuntos pelo Parlamento. São proclamados Guilherme III e Maria II, rei e rainha da Inglaterra, Escócia e Irlanda.
- 16 de dezembro de 1689 – A Declaração de Direitos é considerada oficializada.
- Contexto histórico

Antecedentes

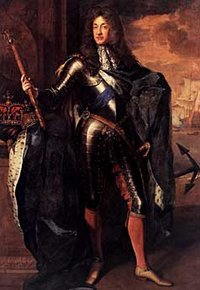
Jaime II, por Godfrey Kneller

Logo após a morte do rei da Inglaterra, Carlos II, em 1685, o qual se declarou papista em um país protestante, Jaime II, seu irmão, assumiu o trono de forma pacífica. Porém comete uma série de erros que culminaram em sua destituição e fuga para a França.
Já no início de seu poder, no ano em que assumiu o trono, ocorreu a Rebelião de Monmouth, para qual Jaime II reagiu de forma exagerada e severa. Essa Rebelião, liderada por seu sobrinho, Jaime Scott, foi uma tentativa de destituir o rei do trono inglês. Scott, que era filho ilegítimo de Carlos II, afirmava ser o verdadeiro herdeiro do trono. A reação do rei à rebelião foi realizar um julgamento em massa — chamado de Bloody Assizes – que condenou a maioria dos envolvidos à forca.
Em 23 de outubro de 1685, Luís XIV, rei da França, revogou o Édito de Nantes, um documento assinado em 1598 e que garantia a tolerância religiosa aos protestantes, o que fez com que a perseguição a esses chegasse ao seu ápice na Inglaterra. Assim, os membros do Parlamento sugeriram que uma milícia deveria ser organizada, ao invés do exército. Não concordando com a decisão do Parlamento, Jaime II passou a desconsiderar suas opiniões até o fim de seu reinado. Como resposta, o Parlamento deu início a uma conspiração para destituí-lo do poder. Entretanto, esse movimento vem desde 1678-79, a fim de tirá-lo da linha sucessória do trono, quando havia um ideal de que os papistas não reformistas desejavam destruir completamente a religião protestante. Portanto, ele representava um risco ao protestantismo.
Além disso, o principal fator de aversão à Jaime II era o risco que ele representava ao protestantismo no país, que se afirmou ao tomar medidas a favor do catolicismo, uma vez que era um rei católico. Dessa forma, com o objetivo de melhorar o status dos católicos, desafiou o Parlamento e premiou os Exércitos Católicos Romanos. Ademais, criou uma comissão eclesiástica que, em 1687, forçou as universidades protestantes a aceitarem estudantes católicos. Como elas recusaram, ordenou que as universidades fossem transformadas em seminários.
Em abril de 1687, Jaime II apresentou a primeira Declaração de Indulgência, a qual concedia a liberdade de culto público a protestantes e católicos romanos. Mas também tentou persuadir o Parlamento a revogar as “Penal Laws” e o “Test Acts”, leis criadas para isolar a Inglaterra do catolicismo, pois essas obrigavam as pessoas a se tornarem protestantes para conseguirem assumir cargos públicos. Isso se deu através da segunda Declaração de Indulgência feita em maio de 1688. Essa declaração visava revogar essas leis e para isso Jaime II escolheu, entre os membros do Parlamento, sete bispos que ele acreditava que realizariam a revogação sem questionar. Contudo, eles se recusaram a assina-la, emitindo uma petição contra o ato, já que acreditavam que o rei não tinha direito de revogar os regulamentos que negavam a tolerância dos que tinham religiões diferentes, e por isso foram levados a julgamento. Nessa última declaração Jaime II também prometia passar a considerar a palavra do Parlamento em suas decisões a partir de novembro do mesmo ano.
Enquanto isso, em Londres, foram abertos conventos de ordens católicas, como casas de franciscanos, dominicanos e beneditinos, aumentando ainda mais o poder da Igreja Católica no país.
Todas essas medidas foram tomadas sem o consentimento do Parlamento: Jaime II supunha que os participantes da assembleia em questão não levariam em conta para tais ações quando fosse reunida novamente. Mas, na verdade, desejava que seu próximo Parlamento fosse mais sujeito ao seu poder, se assemelhando a atitudes de uma monarquia absolutista. Para isso manteve a continuidade da reforma das corporações e adotou medidas para influenciar até nas eleições dos condados. Atitudes que não o ajudaram.
Início da Conspiração
Ainda em 1688, Jaime Eduardo, o filho de Jaime II, nasceu, algo que representou o estopim para a Revolução, pois, se Jaime II não tivesse tido um filho homem, quem assumiria o trono seria o próximo na linha sucessória, ou seja, o neto de Carlos I, Guilherme de Orange, o qual era protestante. Porém, o nascimento desse novo herdeiro foi visto como a perpetuação do catolicismo na Inglaterra. Assim, inicia-se uma conspiração contra o rei, em que sete ingleses junto ao bispo de Londres (Danby), um Sidney, um Russel e um Cavendish enviaram um convite à Guilherme de Orange, cunhado e sobrinho de Jaime II, para invadir a Inglaterra e realizar a libertação política e religiosa do país. Guilherme III preparou uma invasão, desembarcando no oeste do país com seu exército no mesmo ano, mas não encontrou muita resistência, uma vez que houve muita deserção no exército de Jaime II.
Jaime II respondeu a situação voltando atrás em suas ações, alegando que os católicos continuariam a ser impedidos de terem uma cadeira na Câmara dos Comuns, colocando um protestante no comando da frota. Também anulou todos os alvarás feitos desde 1679, aboliu a Comissão eclesiástica e alguns tenentes-mor papistas foram tirados de seus postos. Entretanto, era tarde demais.

## Invasão
Antecedentes
Durante o reinado de Jaime II, surgiu o medo de um novo “confessionalismo católico agressivo”, o qual fora renovado por Luís XIV e difundido entre os ingleses e europeus protestantes. Outra ameaça existente era sobre um projeto, feito por Jaime, que mudaria a constituição tradicional, que poderia levar a um despotismo sem precedentes, fazendo ressurgir uma república inglesa. Estes medos foram compartilhados por Guilherme de Orange, contribuindo para a sua decisão de arriscar e invadir a Inglaterra no outono de 1688. O Imperador Leopold I, da Áustria e do Sacro Império Romano-Germânico, contribuiu substancialmente para aumentar o medo; ele nascera em meio a um dos conflitos religiosos mais sangrentos da Europa: a Guerra dos Trinta Anos e havia feito ofertas a Jaime II para uma nova aliança católica, algo que Guilherme soube depois. Provavelmente, essas ofertas eram fictícias, mas causaram um efeito alarmante no Príncipe de Orange, convencendo-o de que um “desenvolvimento autônomo e descontrolado” na Inglaterra, só beneficiaria a França, algo que deveria ser evitado nessa situação decisiva. O chefe das províncias unidas dos países baixos, Guilherme, foi uma peça chave para uma intervenção que causou uma mudança dramática no outono e inverno de 1688.
Alianças e negociações
Para a invasão, Guilherme fez negociações com a Alemanha, as quais foram crucialmente importantes para facilitar a expedição holandesa de outubro a novembro. Durante essas negociações, Guilherme e seus aliados parecem ter tomado uma posição clara e consistente ao avaliarem a situação política da Inglaterra. Para ele, o governo de Jaime II e sua política religiosa causaram uma divisão irreconciliável entre os reinos britânicos. A consequência disso foram conflitos entre a Coroa, o Estado, e a “nação”, levando a uma paralisia total de todos os processos políticos regulares. Essa situação insuportável teria consequências inevitáveis de curto, médio e longo prazos.
Os diplomatas de Guilherme tinham certeza de que essa insegurança por parte dos britânicos em relação a monarquia não duraria muito tempo. Logo, se havia a existência de uma crise na Inglaterra mesmo sem interferência da Europa protestante, essa situação levaria a cenários extremamente perigosos para os interesses neerlandeses (Países Baixos) e protestantes, principalmente. Assim, ou Jaime ganharia e ocorreria uma eliminação da oposição protestante, ou seja, o rei se declararia absolutamente independente e excluiria a participação política indesejada, já que o parlamento já estava enfraquecido; ou Jaime sucumbiria em relação a oposição protestante, uma vez que já havia uma aversão generalizada à política papista confessional desenvolvida por ele. Assim, a nação seria de qualquer forma protestante. Isto é, de um lado havia a ameaça de um governo arbitrário comandado por um monarca papista e de outro uma república protestante. Entretanto, de qualquer maneira, a Inglaterra seria uma entidade política hostil às Províncias Unidas, algo que ficou claro com a total dominação exercida por Jaime e seus aliados papistas. Dessa forma, quaisquer uns dos possíveis resultados da crise inglesa só aumentariam as tensões anglo-holandesas, o que ameaçou a existência dos Países Baixos em si e da Casa de Orange.
Juntando-se às ameaças aos Países Baixos e ao Protestantismo, Luís XIV havia dado um grande apoio à política religiosa promovida pelo rei Jaime II, o que gerou uma aliança entre Inglaterra e França. Algo que agravava a situação era o fato de que as Províncias Unidas sempre foram consideradas por Luís XIV como um obstáculo político aos seus objetivos confessionais e políticos. Por isso, havia um suposto desejo de destruição dessas províncias por parte do rei francês caso nada acontecesse para impedi-lo. A vitória francesa sobre as Províncias Unidas colocaria Luís XIV e seus Aliados católicos em uma posição ainda mais contra os protestantes, inclusive na região da Alemanha, pois o rei francês se voltaria contra os príncipes protestantes alemães posteriormente. Representando, assim, um grande perigo para a causa protestante.
A situação chegou a tal ponto que Guilherme concluiu que a intervenção na Inglaterra deveria ser considerada como uma questão de autodefesa para as comunidades protestantes, principalmente após a formulação de uma aliança católica. A invasão era vista como vital para os poderes protestantes estrangeiros poderem intervir na Inglaterra e guiar seu desenvolvimento na direção desejada, almejada por Guilherme. Assim, depois de julho de 1688, ele demonstrou a necessidade de uma intervenção na Inglaterra ao tribunal de Viena, o que fez com que o imperador da Áustria fizesse uma contribuição substancial para a aceleração da expedição militar a fim de derrubar Jaime II.
Guilherme e seus conselheiros fizeram um trabalho quase milagroso ao convencer as frequentemente divididas Províncias Holandesas Unidas a apoiar sua ousada aventura militar no outono de 1688. Um experiente diplomata europeu comentou que “ele nunca tinha visto os holandeses tão resolutos em apoiar, em vez de temendo, uma guerra”. Alexander Dunbar, um observador católico hostil, maravilhou-se com “as maiores preparações marítimas que foram ouvidas de memória”. Mas é importante lembrar que o empenho de Guilherme nunca foi imaginado como uma invasão holandesa. Guilherme não teria viajado para a Inglaterra sem garantias de apoio britânico substancial. Guilherme não teria e não poderia ter levantado um exército de vinte mil sem ajuda britânica.
Os holandeses, em geral, e Guilherme, em particular, foram notavelmente bem-sucedidos em levantar dinheiro e reunir uma formidável força de combate em 1688, mas fizeram isso em conjunto com uma proporção substancial da população inglesa. Uma grande variedade de homens e mulheres ingleses contribuiu financeiramente para o empreendimento de Guilherme, assim uma grande quantidade de dinheiro vem diariamente da Inglaterra para apoiar o empreendimento holandês. Além disso, logo que chegou à Inglaterra, centenas doaram dinheiro para sua causa.
A incursão

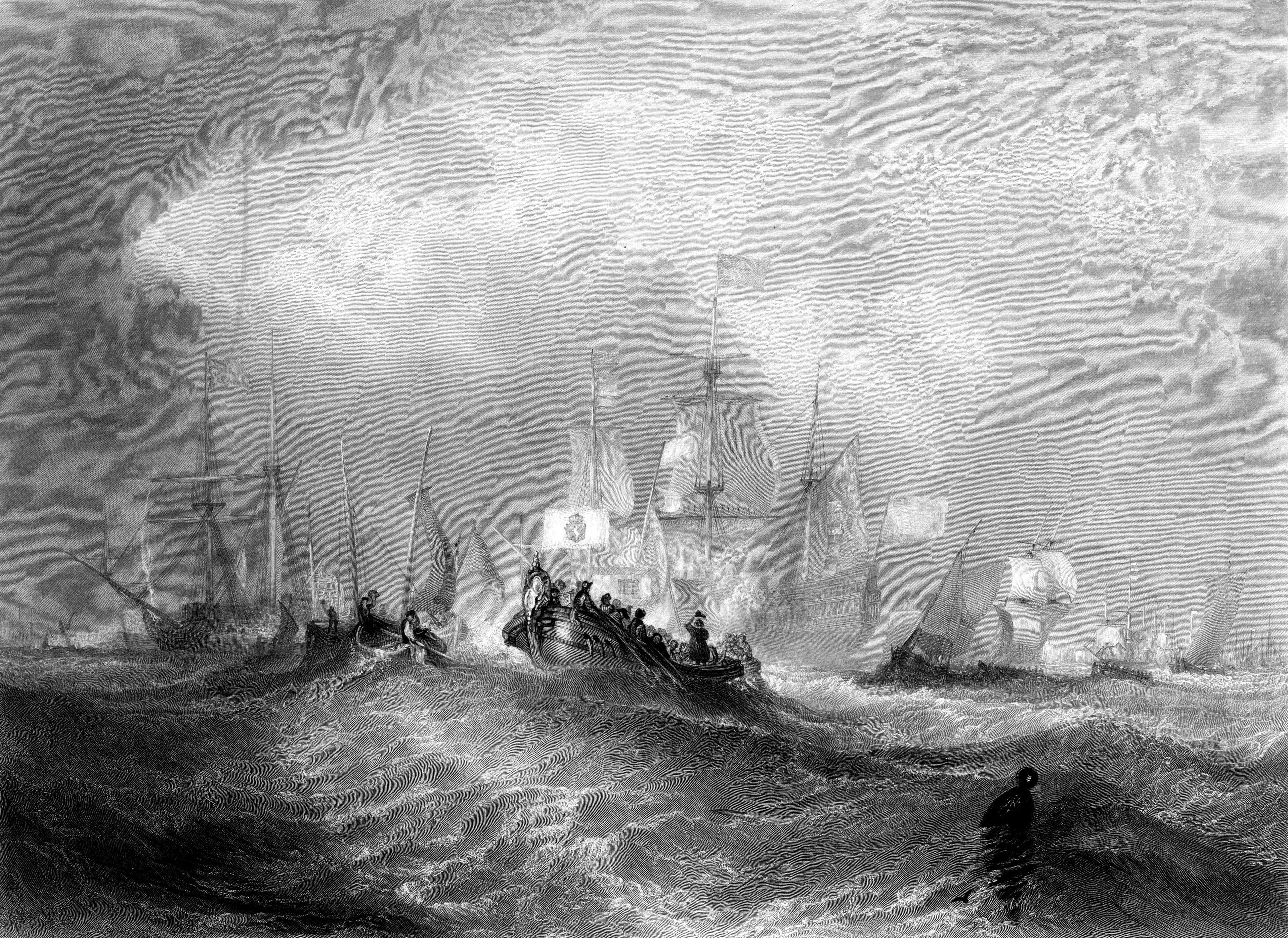
"Prince of Orange" gravura por Guilherme Miller

A invasão de Guilherme sofreu um grande atraso, no entanto ele desembarcou em Torbay, no dia de Guy Fawkes, com seu exército que era composto por 15 mil soldados, 11 mil infantes e 4 mil cavaleiros. Gradativamente, o pariato (Duques, Marqueses, Condes, Viscondes e Barões) e a pequena nobreza juntaram-se a eles, realizando, assim, a última invasão bem-sucedida na Inglaterra. Foi conquistado Yorkshire, por exemplo, e em Cheshite ou Nottinghamshire, o que fez seu prestígio aumentar.
Jaime II embarcou a esposa, Maria de Módena, para a França, tentando fugir em seguida, antes deixando ordens para que seu exército se dispersasse, assim, não os pagou. A anarquia ameaçava Londres e Guilherme foi convidado por um grupo de nobres para avançar e manter a ordem.
Na ida para França, Jaime II foi capturado e trazido de volta para Londres, mas permitiram que fugisse novamente e no final do ano já estava na França.

## A Declaração de Motivos
O uso político da Propaganda durante a Revolução Gloriosa
As declarações oficiais e propagandas foram amplamente utilizadas por ambos os lados durante o processo da Revolução Gloriosa. Tanto o lado Jacobita (pessoas que apoiavam Jaime II), quanto Guilhermina (pessoas que apoiavam Guilherme) tentaram espalhar seus próprios argumentos e trazer os diferentes setores da sociedade inglesa para sua causa.
Durante os anos de 1688 e 1689, Guilherme de Orange fez uma série de declarações ao povo da Inglaterra, Escócia e Irlanda, a seus diversos setores da sociedade, conhecidas como “declarações de motivos” pois tinha como finalidade explicar e propagar seus motivos para invadir a Inglaterra e destronar Jaime II. Sua primeira declaração, assinada um mês antes da invasão à Inglaterra, em 10 de Outubro de 1688, também é conhecida como “A Declaração de Vossa Alteza Real Guilherme Henrique, pela Graça de Deus, príncipe de Orange, Das razões que o induziram a aparecer em armas no Reino da Inglaterra”.
O Manifesto ou Declaração foi amplamente propagado e discutido por toda a Inglaterra. Foi utilizada pelos ingleses aliados do príncipe de Orange como um teste de lealdade. A exemplo do caso da guarnição de Plymouth, descrito por Jonathan Israel, onde o governador da cidade leu o Manifesto de Guilherme e pediu individualmente aos oficiais e também aos batalhões que declarassem lealdade à causa de Guilherme de Orange.
A contra-propaganda de Jaime II
Os Jacobitas buscaram inverter os argumentos Williamitas, apelando para o medo dos ingleses do poder arbitrário. A publicidade disponível às mãos de Jaime II eram tão impressionantes quanto as utilizadas pelo lado de Orange.
Durante a invasão de Guilherme de Orange à Inglaterra, Jaime II ainda exercia plena autoridade real durante as primeiras cinco semanas. Deste modo Jaime II utilizou-se de sua vantagem, ordenando que fossem impressos uma série de denúncias sobre a conduta de Guilherme. Com a imprensa oficial sob seu poder, o rei da Casa de Stuart também utilizou-se da The London Gazette, um periódico oficial do governo britânico, anunciando o aumento de sua frequência de publicação e também manipulando as informações propagadas: O jornal dava ênfase às histórias favoráveis ao Rei e desmerecia os sucessos de Guilherme. A primeira coluna do jornal era dedicada às declarações reais. Van Citters, embaixador holandês em Londres, citava o impacto que a propaganda do rei tinha sobre Haia, cidade onde encontrava-se a corte de Guilherme de Orange.
Jaime II disparou uma série de proclamações contra Guilherme, e em 6 de Novembro de 1688, finalmente lançou uma contra-declaração. Cada proclamação de Jaime II, além de publicada na The London Gazette, foram reproduzidas em grande escala pela imprensa real e enviados em pacotes por todo o país. Mensageiros transportavam os documentos para xerifes e prefeitos em todas as localidades, e acompanhavam uma ordem de que o conteúdo da proclamação fosse propagado em suas jurisdições. Na época, as declarações eram propagadas aos gritos nas ruas, xerifes e prefeitos distribuíam cópias aos magistrados e clérigos, que espalhariam em locais públicos. Jaime II também utilizava-se das Igrejas como instrumento de propaganda em massa: Quando tornou-se óbvio a intenção de Guilherme de Orange em invadir, rezas foram impressas sob ordem de serem incluídas na liturgia de cada freguesia durante a crise. Essas rezas condenavam a rebelião, e pediam a Deus que derrotasse a “vil invasão de Guilherme”.
Quando o Manifesto foi lançado, os escritores de Jaime II trataram de respondê-lo publicamente. Reproduziram o documento original de Guilherme, respondendo ponto por ponto. Assim, pretendiam que muitas pessoas vissem os argumentos do príncipe de Orange já "neutralizados".
Os escritores do rei Jaime II alertavam que uma invasão realizada por forças estrangeiras somente poderia causar desordem e violência, e um derramamento de sangue seria certo. Apostavam nos medos não superados dos ingleses desde a Guerra Civil Inglesa (1642 – 1651). Afirmavam que Guilherme de Orange criticava a tirania de Jaime, mas ele mesmo almejava ser o tirano da Inglaterra. Do outro lado, partidários de Guilherme lançam uma Declaração Adicional para denunciar os atos de Jaime II.
Os jacobitas conseguiram responder com força à propaganda de Guilherme, porém este não foi seu único problema. A Declaração não foi sempre uma propaganda ideal para o lado holandês.
A Declaração se volta contra Guilherme de Orange
Embora tenha conquistado aliados, a Declaração tornou-se um problema para Guilherme. Durante o Convenção do Parlamento (1689), muitos opositores utilizaram-se do manifesto para argumentar a necessidade de que o poder do Parlamento fosse superior ao poder monarca. Muitos presentes na Convenção evocaram as palavras da Declaração e buscaram deixar claro que mais importante do que mudar o rei, era "mudar a monarquia". A Declaração serviu de base para definir o que viria a ser a Declaração de Direitos, cuja principal medida tratava da redução dos poderes da monarquia.

Durante o reinado de Guilherme, a Declaração também foi constantemente retomada por seus opositores, servindo de argumento para criticar, ou manter “na linha”, seu governo

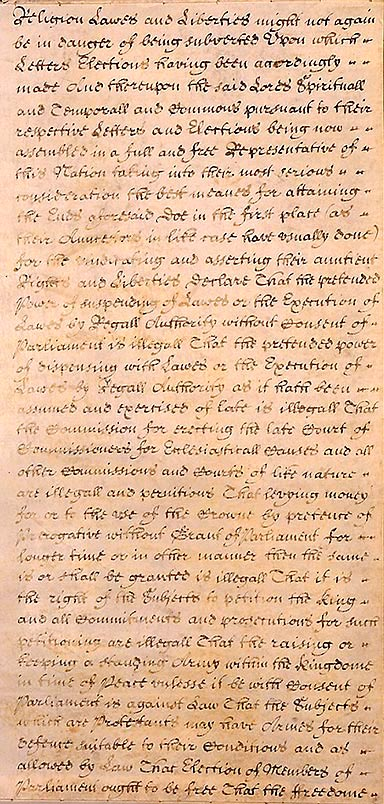
Trecho da Declaração de Direitos de 1689

## Reinado de Guilherme III

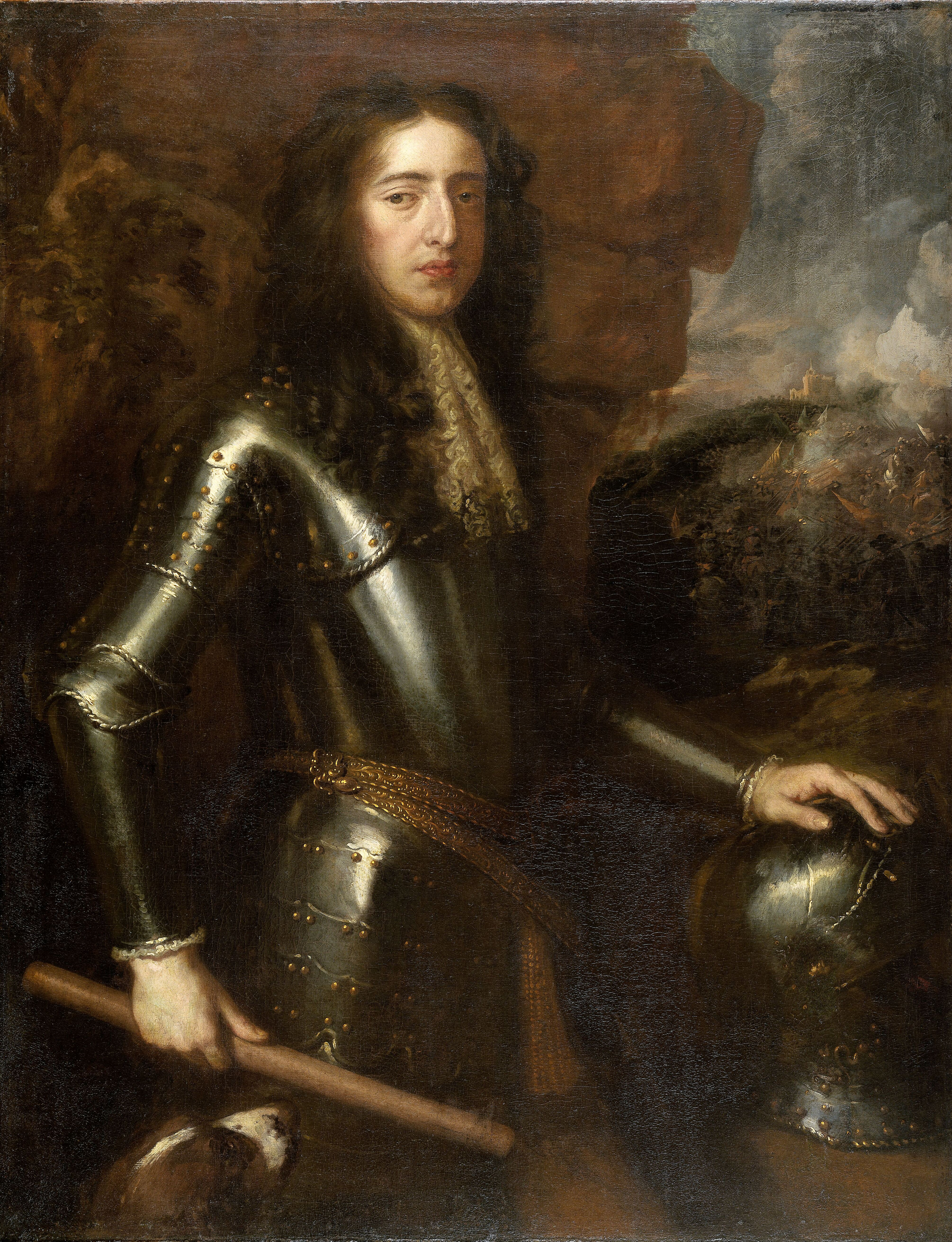
Guilherme III, conhecido também como Guilherme de Orange, por Willem Wissing, no Rijksmuseum

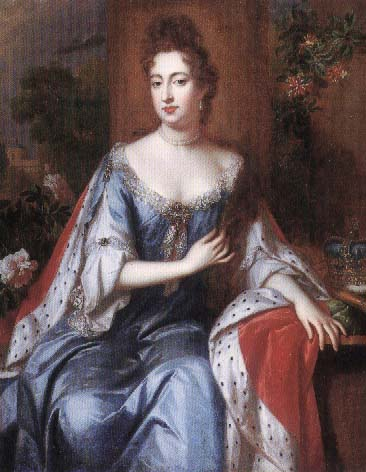
Maria II 1692-1694, por Jan van der Vaart

Logo após a queda de Jaime II e sua fuga para a França, os parlamentares ingleses se reuniram em uma Convenção parlamentar para decidir o futuro da Inglaterra, uma vez que essa estava sem um governante no trono. Nem todos os membros do Parlamento, que se dividiam entre Whigs e Tories, concordavam sobre qual era o melhor caminho a se seguir, pois os últimos defendiam a instauração de uma regência, devido à dúvida gerada quanto à linha de sucessão do trono após a fuga de Jaime II. Após uma votação, ficou decidido, em 13 de fevereiro de 1689, que Guilherme III e Maria II seriam coroados rei e rainha da Inglaterra.
Durante seu reinado, Guilherme III precisou se preocupar com os levantes jacobitas, que visavam restaurar Jaime II ao trono inglês. Aqueles que possuíam uma maior proximidade com ele passaram a ser olhados com desconfiança, como parte do exército, alguns membros da Igreja da Inglaterra, os católicos e os Quakers. Além dos conflitos internos, os anos em que Guilherme III permaneceu no poder também foram marcados por conflitos externos. Em 1689, a Inglaterra entrou em uma guerra de 9 anos com a França, pois a monarquia absolutista francesa representava uma ameaça às liberdades política e religiosa conquistadas pelos ingleses. Além disso, houve um conflito com a Irlanda em 1689, motivado por uma rebelião católica liderada por Jaime II, na qual os irlandeses se libertaram da autoridade dos ingleses por um curto período de tempo. Essa rebelião terminou no ano seguinte com a vitória dos ingleses e a destituição de todos os irlandeses católicos de cargos públicos.
Após a destituição de Jaime II, diversas medidas foram tomadas, como a fundação do Banco da Inglaterra, a Declaração de Direitos e o Ato de Tolerância.

## Consequências
A Revolução Gloriosa foi um dos eventos mais importantes na longa evolução dos poderes do Parlamento do Reino Unido e da Coroa Britânica. A aprovação, pelo parlamento, da Bill of Rights (declaração de direitos), tornou impossível o retorno de um católico à monarquia e acabou com as tentativas recentes de instauração do absolutismo monárquico nas ilhas britânicas, ao circunscrever os poderes do rei. A partir de então, os novos monarcas deviam a sua posição ao parlamento, e não podiam mais aumentar os impostos e os gastos da Coroa além dos limites impostos pelos parlamentares. Também não podiam mais expropriar propriedades privadas, coibir a liberdade de expressão, restringir o comércio ou prender opositores de maneira arbitrária e autoritária, diferentemente do modelo absolutista vigente na maioria dos países da Europa.
A Revolução Gloriosa, consolidada pela Declaração dos Direitos, não só modificava a figura do rei e sua linha sucessória, mas reconfigurava a monarquia britânica como um todo. A Coroa não mais dispunha do poder de decisões independente. As leis, determinadas pelo poder do Rei e do Parlamento, só poderiam ser modificadas na presença de tais poderes.
Para muitos historiadores, a Revolução Gloriosa foi um acontecimento indispensável para a ocorrência da Revolução Industrial. A Revolução Gloriosa faz parte das três Revoluções Britânicas que possibilitaram a consolidação dos interesses da burguesia, ainda que não fossem uma classe atuante e uníssona durante da reforma, e posteriormente o desenvolvimento do capitalismo. Condições como liberdade comercial e científica, impostos baixos e controlados, proteção da propriedade privada, segurança jurídica e o fim de intervenções monárquicas e arbitrárias no setor privado possibilitaram, ao longo do século XVIII, a acumulação de capital e a criação de novas invenções e métodos de produção na economia inglesa, essenciais para o desenvolvimento da indústria. Tais condições eram inexistentes antes de 1688, na Inglaterra absolutista.
Com a invasão de Guilherme III, e sua posterior coroação, ocorreram diversos Levantes Jacobitas que tinham como intenção reconduzir Jaime II e sua linhagem à coroa britânica. Os Levantes duraram desde o início da Revolução, em 1688, até 1746.
Outras Consequências
- Mutiny Act (Lei do Motim) de 1689, que estabelecia a manutenção de um exército legal por apenas um ano.
- Lei de 1689 que previa tolerância limitada aos dissidentes protestantes.
- Triennal Act (Ato Trienal) de 1694 garantiam sessões frequentes do Parlamento.
- Em 1694 foi fundado o Banco da Inglaterra.
- Licensing Act (Lei da Licença), que regulava a imprensa, expirou em 1695 e não houve renovação. Estabelecendo assim relativa liberdade de imprensa.
- O Act of Settlement (Decreto do Estabelecimento) de 1701, na falta de herdeiros de Ana, filha de Jaime II, fixava a sucessão real na dinastia Hanôver (descendentes de Isabel, filha de Jaime I).
- O direito de destituir juízes foi transferido do Rei para o Parlamento.

## Debates historiográficos
O debate historiográfico da Revolução Gloriosa envolve diversos acontecimentos na chamada historiografia (estudo e descrição da História), os quais são cada vez mais debatidos para adequar o fazer do historiador à época estudada e às discussões vigentes. Em vista disso, alguns períodos importantes devem ser ressaltados: o período revisionista e pós- revisionista. Tendo em vista o recorte inglês: o primeiro se constitui na Inglaterra da década de 70, com uma nova geração de historiadores, os quais irão propor novas formas de pensar as revoluções do século XVII na Inglaterra e Europa; o segundo se firma a partir de autores que irão propor críticas a um tipo de radicalismo dos revisionistas, para assim, propor narrativas que abrangem tanto os estudos passados como os revisionistas, mesclados com a participação de outras aéreas das ciências humanas a fim de analisar minuciosamente a História. Para tal, os historiadores buscaram revisar até mesmo os conceitos que envolvem a concepção historiográfica, os quais para este assunto nos interessa: revolução, absolutismo e crises do século XVIII.
O conceito de “revolução” tornou-se o grande alvo de estudo, a fim de redefinir os acontecimentos históricos. Steve Pincus expõe sua tese de que a Revolução Gloriosa foi uma revolução em seu sentido mais abrangente, já que não conduziu a sociedade inglesa a grandes rupturas históricas. Para ele, os eventos que se seguiram não foram consequências da Revolução de 1688, mas sim da própria construção da nação inglesa. Já Thomas Babington Macaulay, autor clássico inglês, afirma que a Revolução Gloriosa foi uma revolução, pois promoveu o progresso inglês com uma constituição equilibrada e um novo modo de fazer política. A partir dessas duas concepções é possível perceber as nuances quanto ao conceito de revolução. O primeiro destaca a mudança no âmbito social e o segundo, no âmbito político. Macauly é citado por Pincus; sendo assim, existe um diálogo do contemporâneo Steve Pincus com Macauly. No entanto, escrevem de lugares sociais e épocas diferentes e, portanto, assumem perspectivas históricas diversas.
O termo “absolutismo” entrou em desuso, à medida que novas evidencias surgiram contra o conceito, e por isso, ele foi relativizado. Isso porque, a centralização do poder absoluto do rei não era uma realidade na Idade Moderna, em todas as regiões da Europa, existiam influenciadores, cargos políticos e meios de controlar o poderio do rei. Com isso, a hipótese de que a Revolução Gloriosa foi uma revolução contra o absolutismo também entra em desuso, à proporção que o absolutismo não era uma realidade, a aristocracia e burguesia eram influxos na política. A favor disso, surgem teorias as quais apontam para a tirania de Jaime II como um dos grandes problemas e razões para tal Revolução, ao passo que, ele retirou o parlamento por anos e com isso, a atuação da classe burguesa no governo.
Ademais, existe o debate quanto a relevância das crises do século XVII, ou seja, as sucessivas revoltas e rebeliões, para o acontecimento da Revolução Gloriosa. Autores que privam por aspectos sociais, irão conversar mais com essas revoluções, como Steve Pincus, do que autores como Christopher Hill, os quais privam pelo âmbito econômico, e por essa razão não atribuem grande valor as pequenas mudanças sociais.
Além disso, o aspecto religioso da Revolução de 1688 é ressaltado por alguns autores. Steve Pincus afirma tratar-se de uma revolução protestante, em resposta a Jaime II e sua tentativa de reinstituir o catolicismo na Inglaterra. Já Christopher Hill baseia sua pesquisa nas mudanças econômicas, no avanço industrial e agrícola, tendo uma visão marcadamente marxista, e não coloca o fator religioso no mesmo patamar que Pincus.
Antes dos autores revisionistas e pós-revisionistas, a Revolução Gloriosa era vista pela historiografia nacionalista, então predominante, como um momento de afirmação do caráter inglês. No entanto, teses sobre a influência mundial dessa revolução, como as de Steve Pincus e Christopher Hill, tornaram-se frequentes à medida que as consequências desse evento se mostraram relevantes para o Mundo Ocidental. Para esses autores, um novo Estado foi desenvolvido e instaurado, o Estado Moderno, com uma nova forma de governar, uma nova burocracia e novo modelo constitucional.